# شوک (فیلم ۱۹۴۶)
شوک (انگلیسی: Shock) فیلمی به سبک نوآر به کارگردانی آلفرد ال. ورکر است که در سال ۱۹۴۶ میلادی منتشر شد. از بازیگران آن می‌توان به وینسنت پرایس، لین باری و رابرت آدلر اشاره کرد.